# Пітрова
Пітрова або Петрова (словац. Petrová) — село в Словаччині, Бардіївському окрузі Пряшівського краю. 

## Розташування
Розташоване в північно-східній частині Словаччини, в північно-західній частині Низьких Бескидів в долині потока Каменець (словац. Kamenec), біля кордону з Польщею.

## Історія
Вперше згадується у 1414 році. Населене українцями, але після Другої світової війни — під загрозою переселення в УССР — абсолютна більшість селян переписалася на словаків та русинів.
В середині XVIII ст. частина русинського населення переселилась у Воєводину.
В селі є греко-католицька церква св. Параскеви з 1819 року.

## Населення
| Рік:            | 1993 | 2003     | 2013     | 2023     |
| --------------- | ---- | -------- | -------- | -------- |
| Кількість осіб: | 478  | 655      | 821      | 981      |
| Різниця:        |      | +37,02 % | +25,34 % | +19,48 % |

| Рік:            | 2022 | 2023    |
| --------------- | ---- | ------- |
| Кількість осіб: | 973  | 981     |
| Різниця:        |      | +0,82 % |

В селі проживає 763 осіб.
Національний склад населення (за даними останнього перепису населення — 2001 року):
- словаки — 63,65%
- цигани — 17,09%
- русини — 11,56%
- українці — 1,51%
- чехи — 0,17%

Склад населення за приналежністю до релігії станом на 2001 рік:
- православні — 73,03%,
- греко-католики — 19,43%,
- римо-католики — 0,84%,
- не вважають себе віруючими або не належать до жодної вищезгаданої церкви — 6,03%